# Portret Jadwigi z Sanguszków Sapieżyny (obraz Olgi Boznańskiej)
Portret Jadwigi z Sanguszków Sapieżyny – obraz olejny namalowany przez Olgę Boznańską w roku 1910. Znajduje się w zbiorach Muzeum Narodowego w Krakowie (nr inw.: MNK II-b-2296). Obraz sygnowany w górnym prawym rogu: "Olga Boznańska 1910".

## Opis obrazu
Obraz przedstawia Jadwigę z Sanguszków Sapieżyne, księżną, córkę Władysława Hieronima i Marii z Lubomirskich, żonę Adama Stanisława Sapiehy, matkę kardynała Adama Sapiehy. Obraz został namalowany we Lwowie jesienią 1910 roku. Jak pisała sama malarka do Ludwika Pugeta 14 października 1910 r.: „[…] portret jest już bardzo zaawansowany, wygląda bardzo interesująco. Księżna jak biedne, małe, chore kurczątko”. Malarka z pietyzmem przedstawiła elegancko upozowaną w fotelu starszą kobietę. Uwagę zwraca twarz, a w szczególności oczy, intensywnie wpatrujące się w widza, odzwierciedlające charakter dostojnej damy. Z podobną uwagą artystka namalowała delikatne, niemłode już dłonie ozdobione biżuterią. Suknia arystokratki ma natomiast jedynie schematycznie zaznaczony fason. W podobnej konwencji utrzymane jest tło kompozycji.

## Udział w wystawach
- Z dziejów Polek, 2004-01-10 - 2004-04-25; Muzeum im. Jacka Malczewskiego w Radomiu
- Kraków 1900; Muzeum Narodowe w Krakowie, Urszula Kozakowska-Zaucha
- Olga Boznańska (1865–1940); Muzeum Narodowe w Warszawie
- Olga Boznańska / edycja warszawska, 2015-02-26 - 2015-05-02; Muzeum Narodowe w Warszawie
- 150. rocznica urodzin księcia kardynała Adama Stefana Sapiehy, 2017-05-13 - 2017-07-23; Muzeum Narodowe Ziemi Przemyskiej w Przemyślu
- Cyfrowe Dziedzictwo Kulturowe, 2011-04-01 - 2014-03-31[1]